# تاريخانية (مسجد)
مسجد تاريخانية ، مسجد عباسي يقع في مدينة دامغان ، بني في النصف الثاني من القرن الثامن (بين 750م - 789م)، المسجد من أقدم الآثار التي ما تزال قائمة وتحمل دلالة على شكل العمارة العباسية المبكرة إلى جانب حصن الأخيضر من نفس الفترة تقريبا.
```
تميز المسجد بابتكارات عباسية مثل أول ظهور للقوس المدبب كميزة هيكلية وظيفية
[
7
]
 ، القوس المدبب الذي سيشكل فيما بعد إحدى العلامات البارزة للعمارة العباسية ، وكذلك تظهر أقواس المسجد البيضاوية وأعمدته الضخمة تأثيرات ساسانية ، بنيت مئذنته الإسطوانية القائمة اليوم (بين 1026م - 1029م) بدلا من مئذنته القديمة التي ربما انهارت في زلزال دامغان  في القرن التاسع الميلادي ، يعتبر المسجد أقدم مسجد في إيران ، ومئذنته الأسطوانية من أقدم المآذن.
[
8
]
```

## معرض الصور

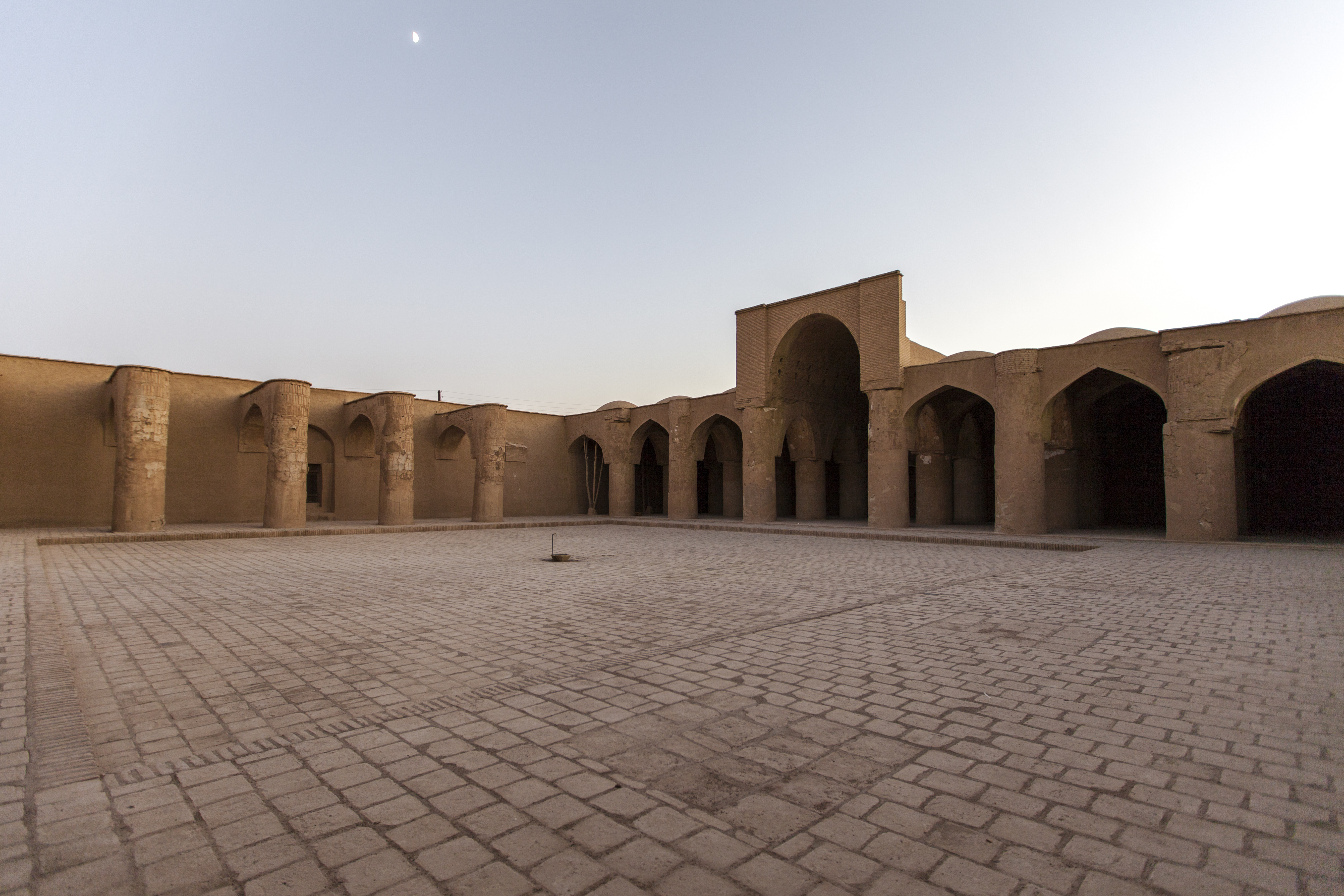
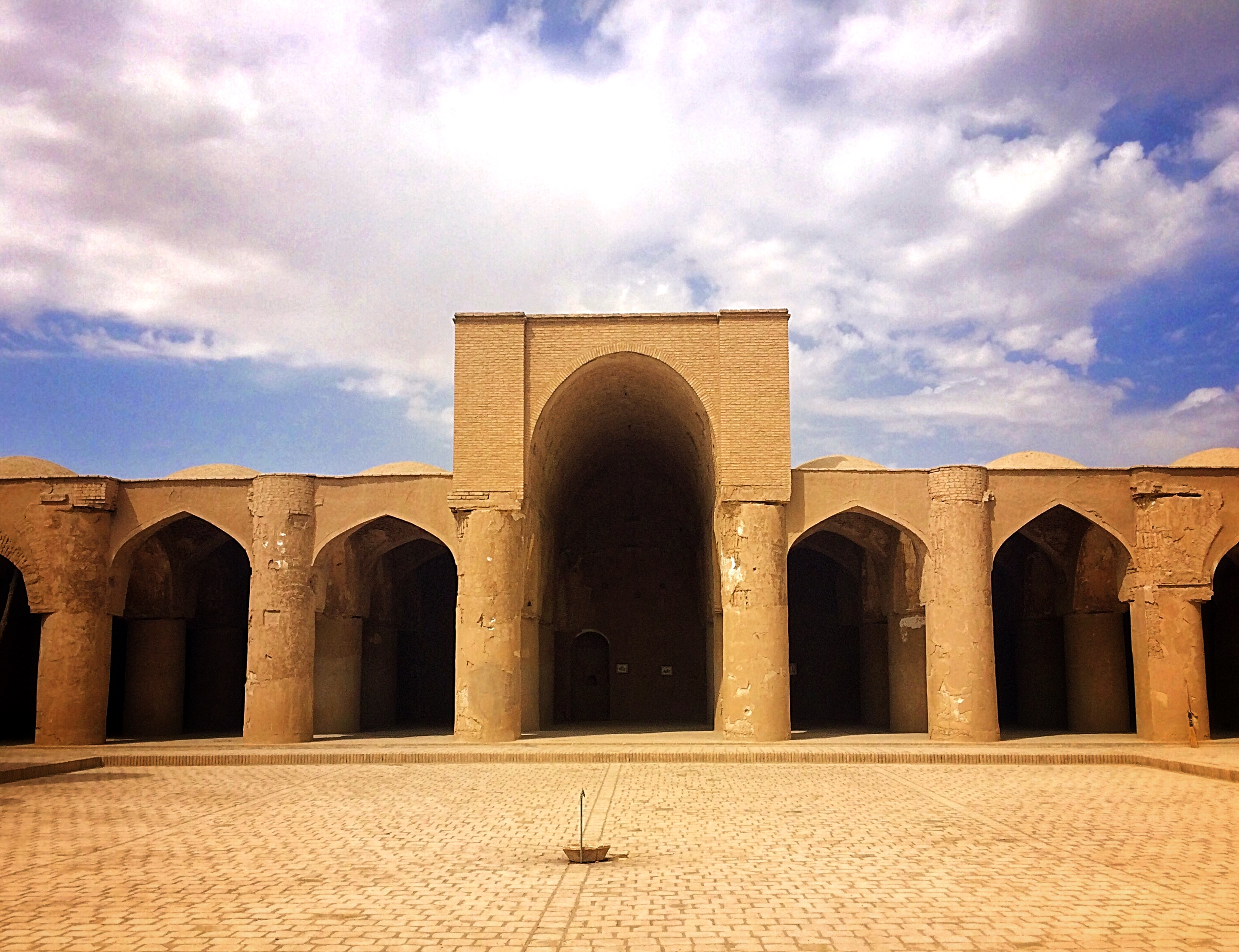
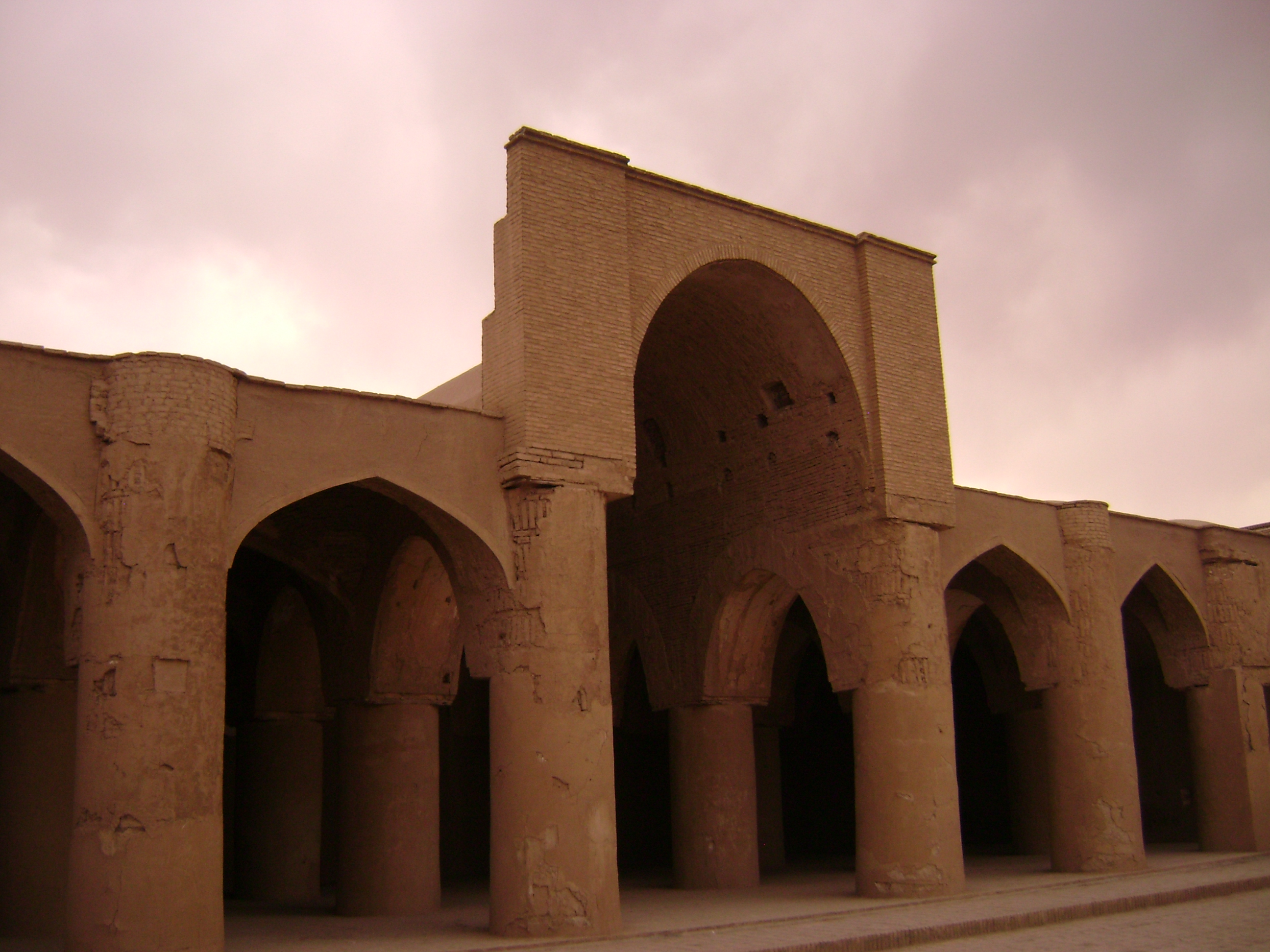
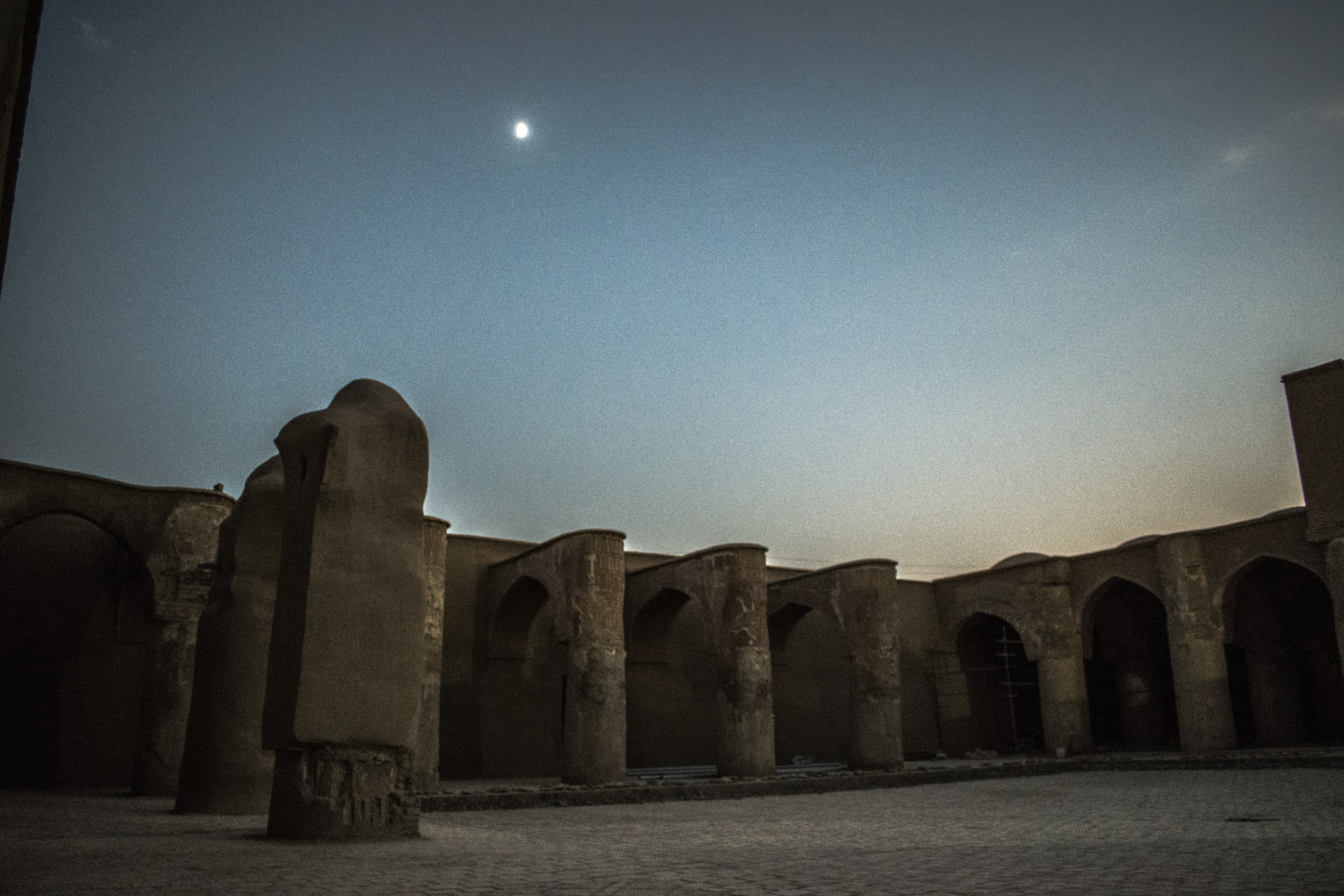
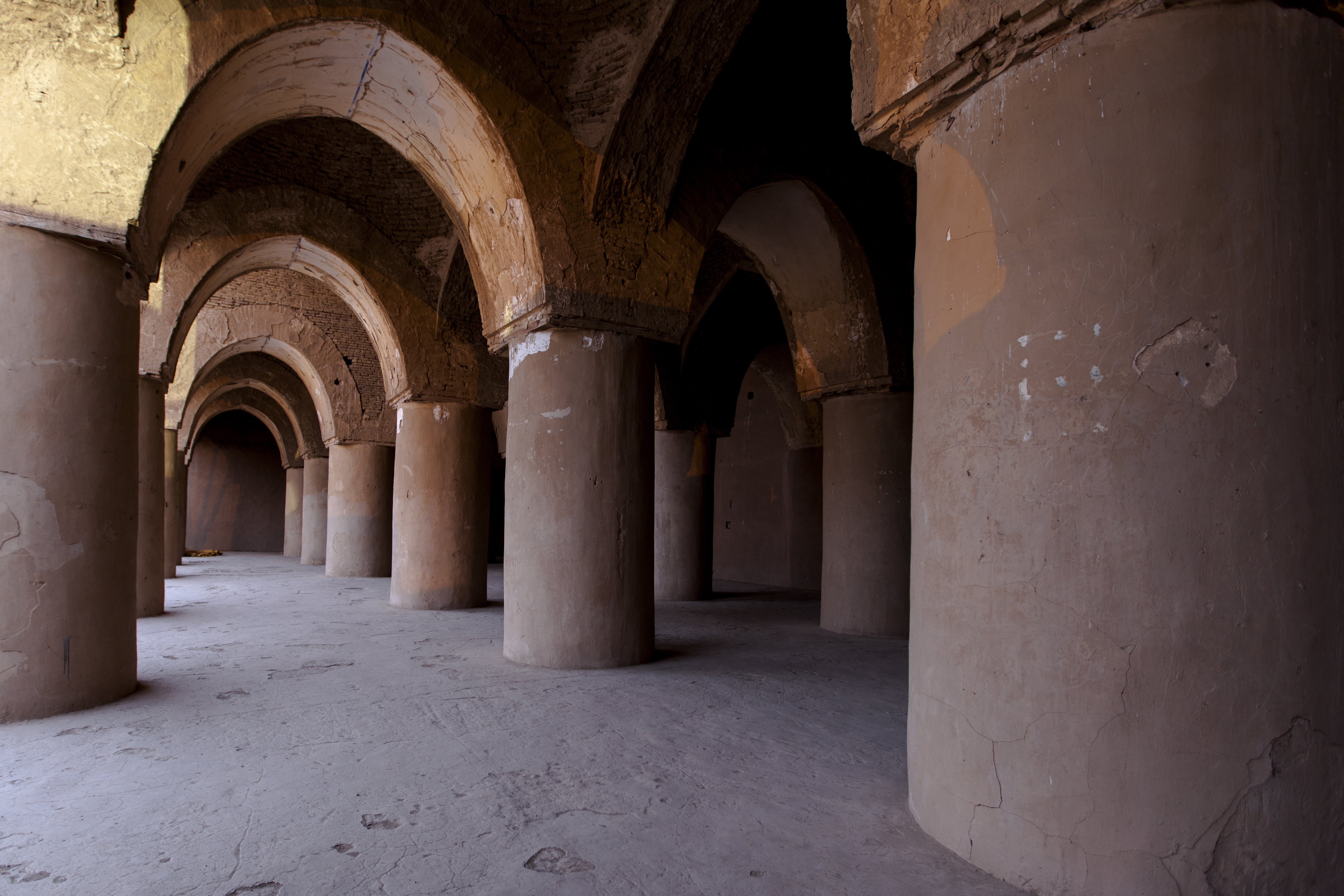
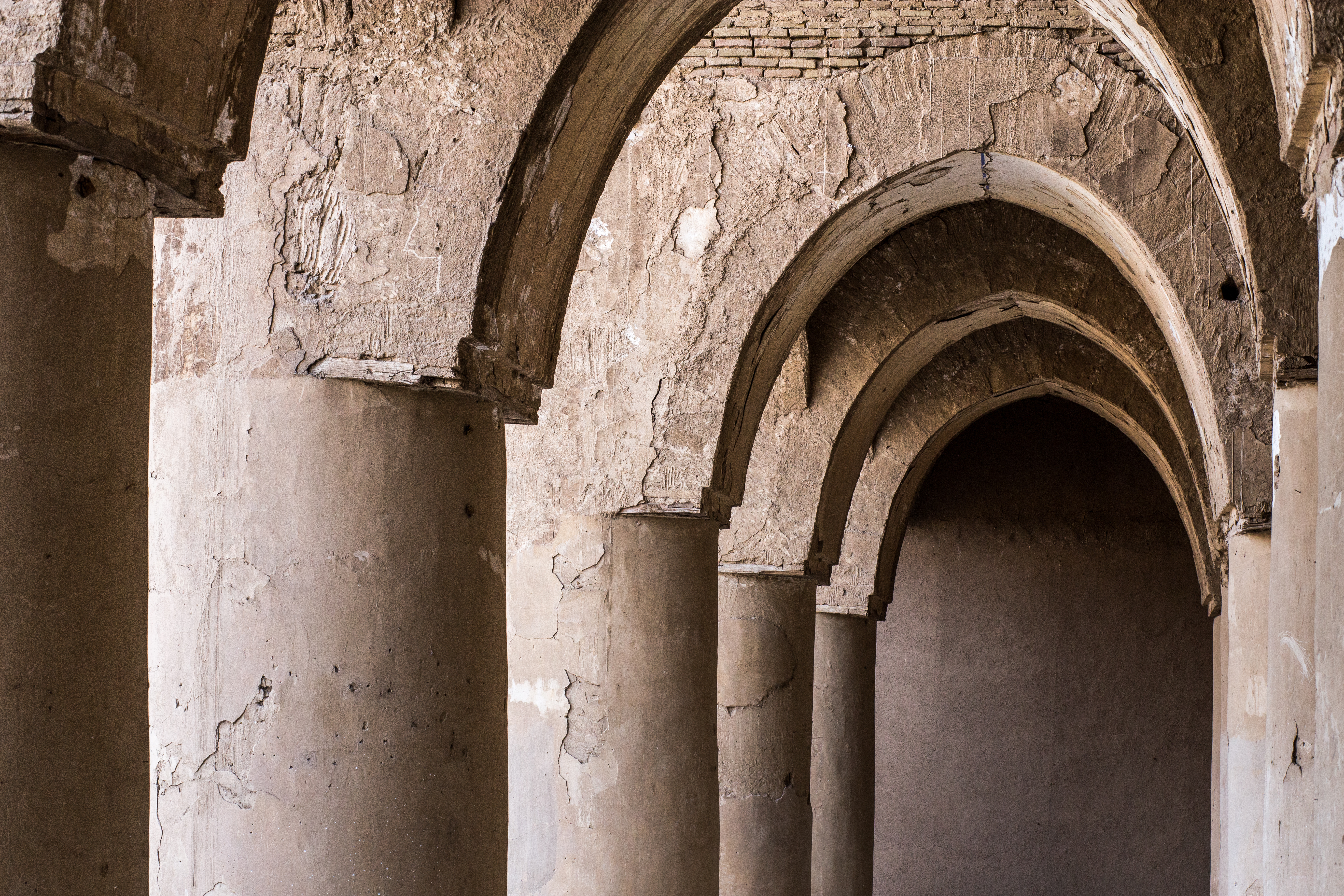
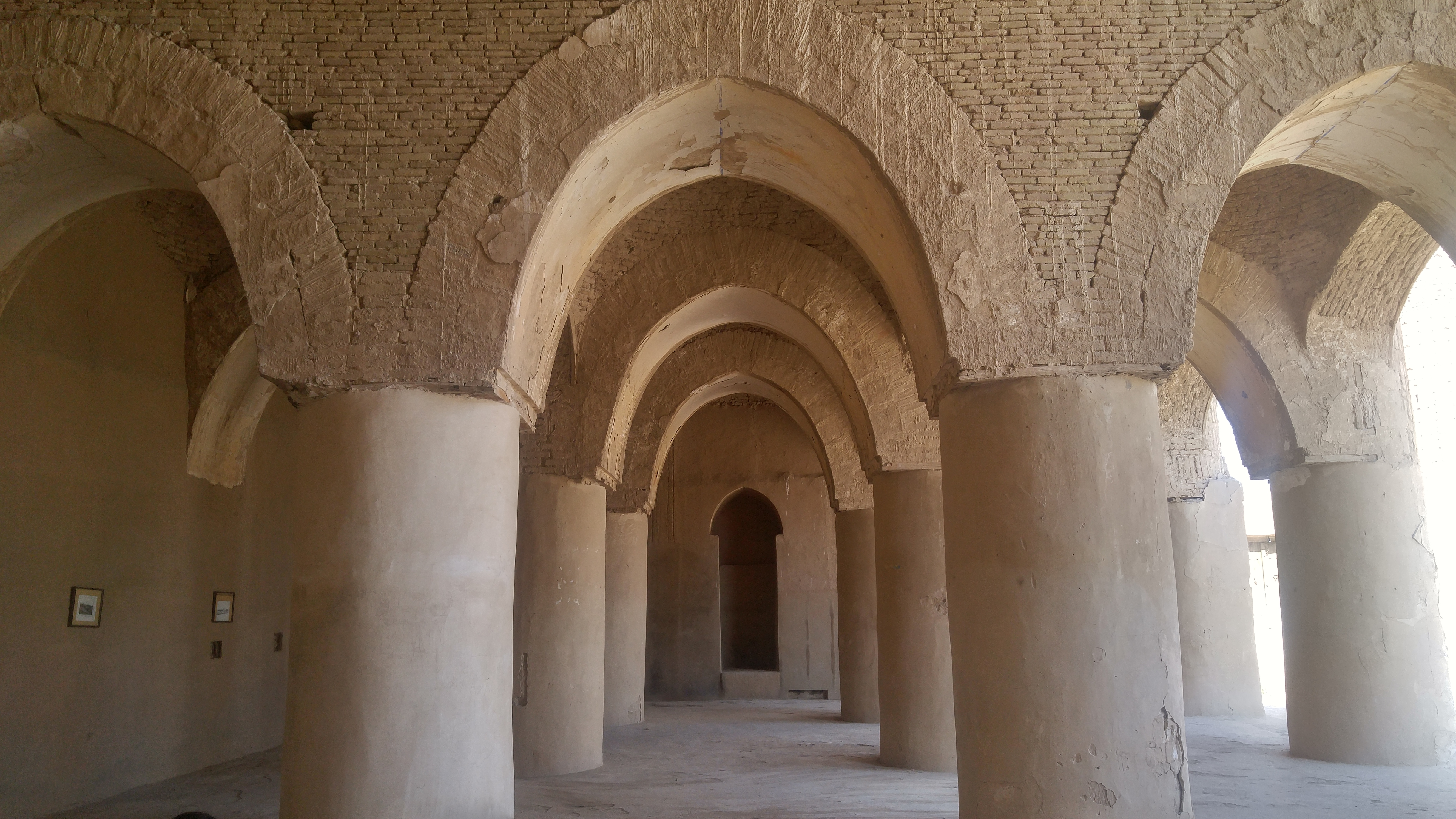
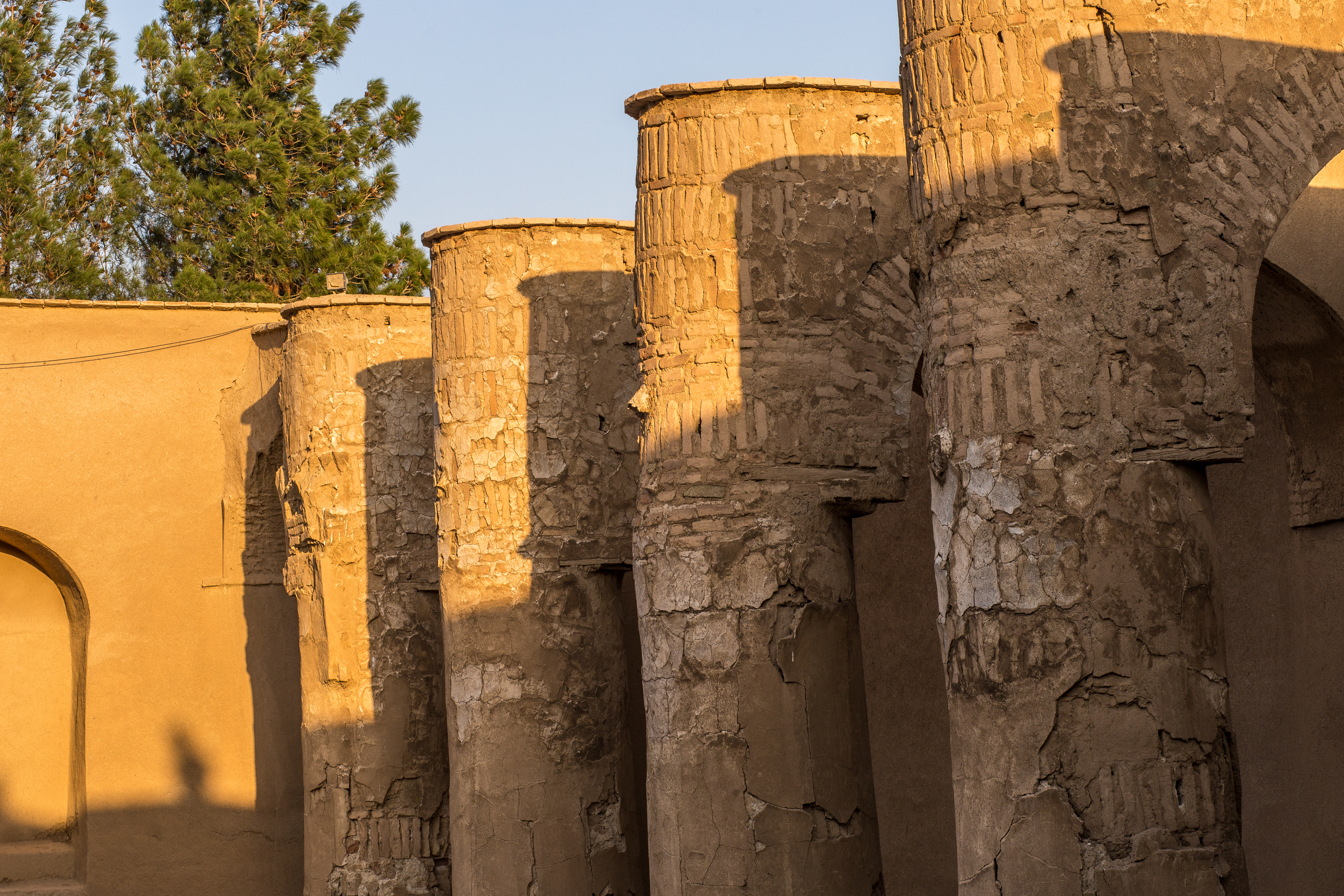
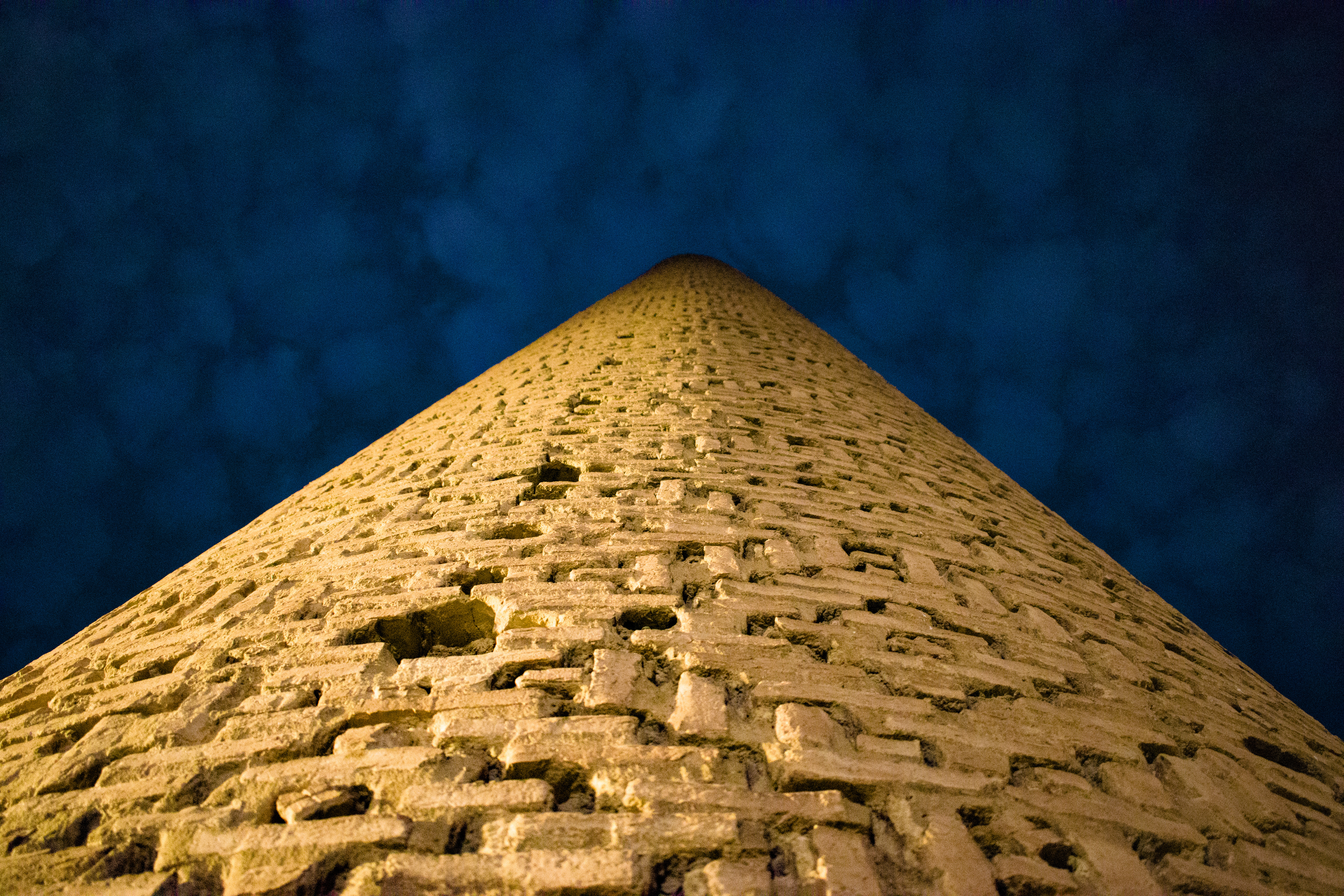
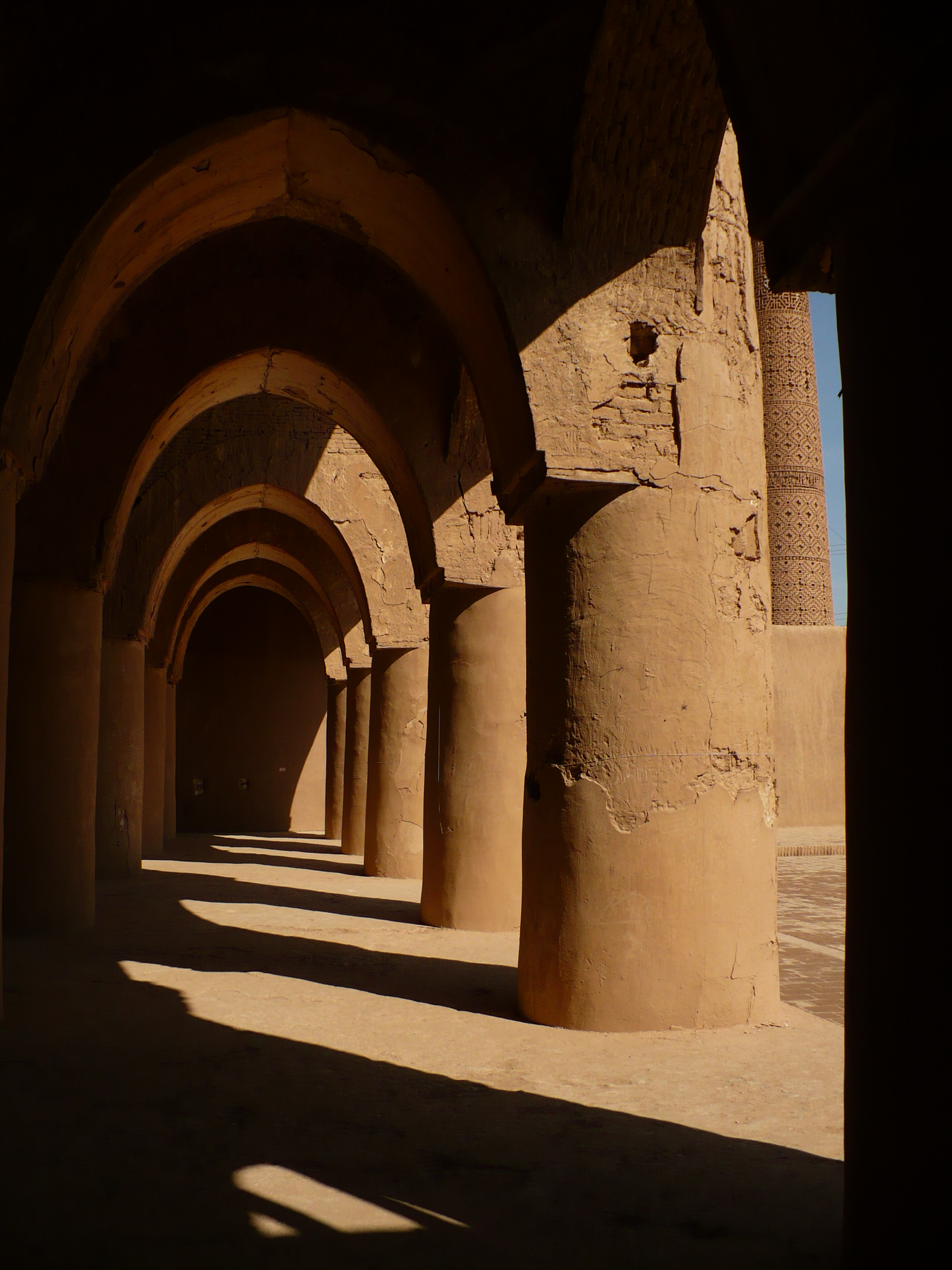
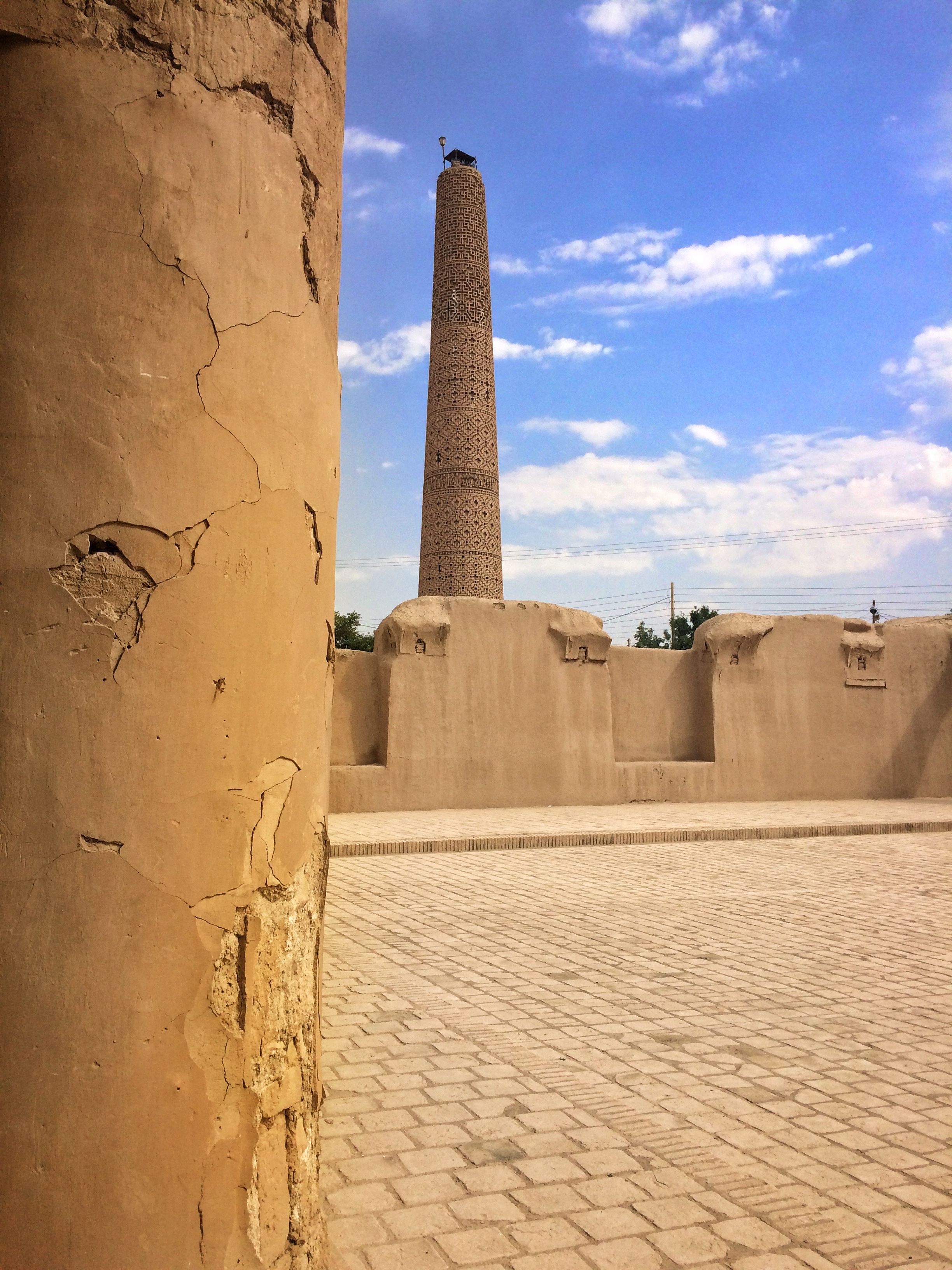
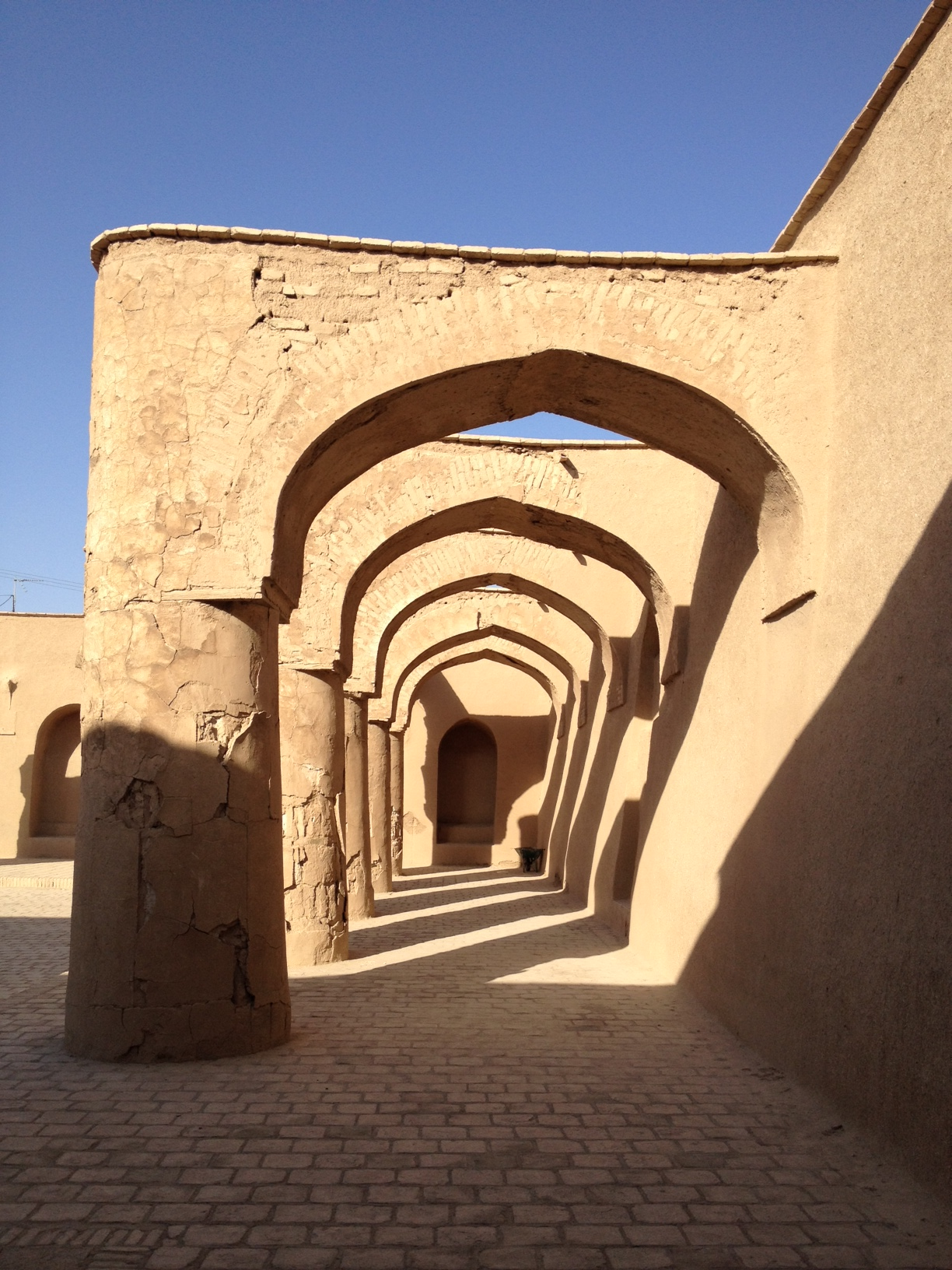